# 翼奉
翼 奉（よく ほう、生没年不詳）は、前漢の人。字は少君。東海郡下邳県の人。元帝に仕えた儒学者。

## 略歴
詩経の斉の学派を学び、蕭望之や匡衡とともに后蒼に学んだ。この三人は皆経書に明るく、匡衡は後進であったが蕭望之の引き立てを受けた。翼奉は学問に専心して仕官しなかった。また翼奉は律暦や陰陽の占いを好んだ。元帝が即位すると、儒学者たちが元帝に彼を推薦したので召し出し、宴会の際に政治上の問題について述べたので、元帝は彼を敬った。
外戚の平昌侯王臨が詔と称して翼奉の術を学ぼうとした際、封事を奉って王臨が邪であると元帝に述べた。その後翼奉は中郎となった。
関東で大水があり、飢饉・疫病が発生した。元帝は各地にある皇帝の私有財産である土地を貸して租税を取らないようにしたり、離宮などの修繕を取りやめさせたり、馬に与える飼料を減らすなどの対策を取った。しかし次の年には二度も地震が起こり、斉では人が人を食べるまでに困窮した。そこで元帝が直言極諫の士を推薦させたところ、翼奉は封事を奉った。そこで外戚が朝廷に多いことで陰の気が盛んになっていることを批判し、また各宮殿等の女官の数が多すぎるので減らすべきことを提案し、次の災いとして火災があることを予言した。
翌年、武帝の園内で火災があった。元帝が翼奉より再度話を聞くと、翼奉は雲陽・汾陰での天地の祭祀、および天子の宗廟の数を定めずに祀っていることが古の制度に適わない上に費用がかかることを述べた。更に、宮殿や庭園などの奢侈を改めるため、洛陽への遷都を提案した。
その後、貢禹も宗廟制度を改めるよう進言し、元帝はそれに従った。また、匡衡は丞相になると、天地の祭祀を雲陽・汾陰から長安の南北郊で行うよう改めることを上奏した。これらの議はいずれも翼奉から始まったものであった。
翼奉はその後博士・諫大夫となり、寿命で死亡した。子孫も皆儒学者の官にあった。